# Nam Oregon

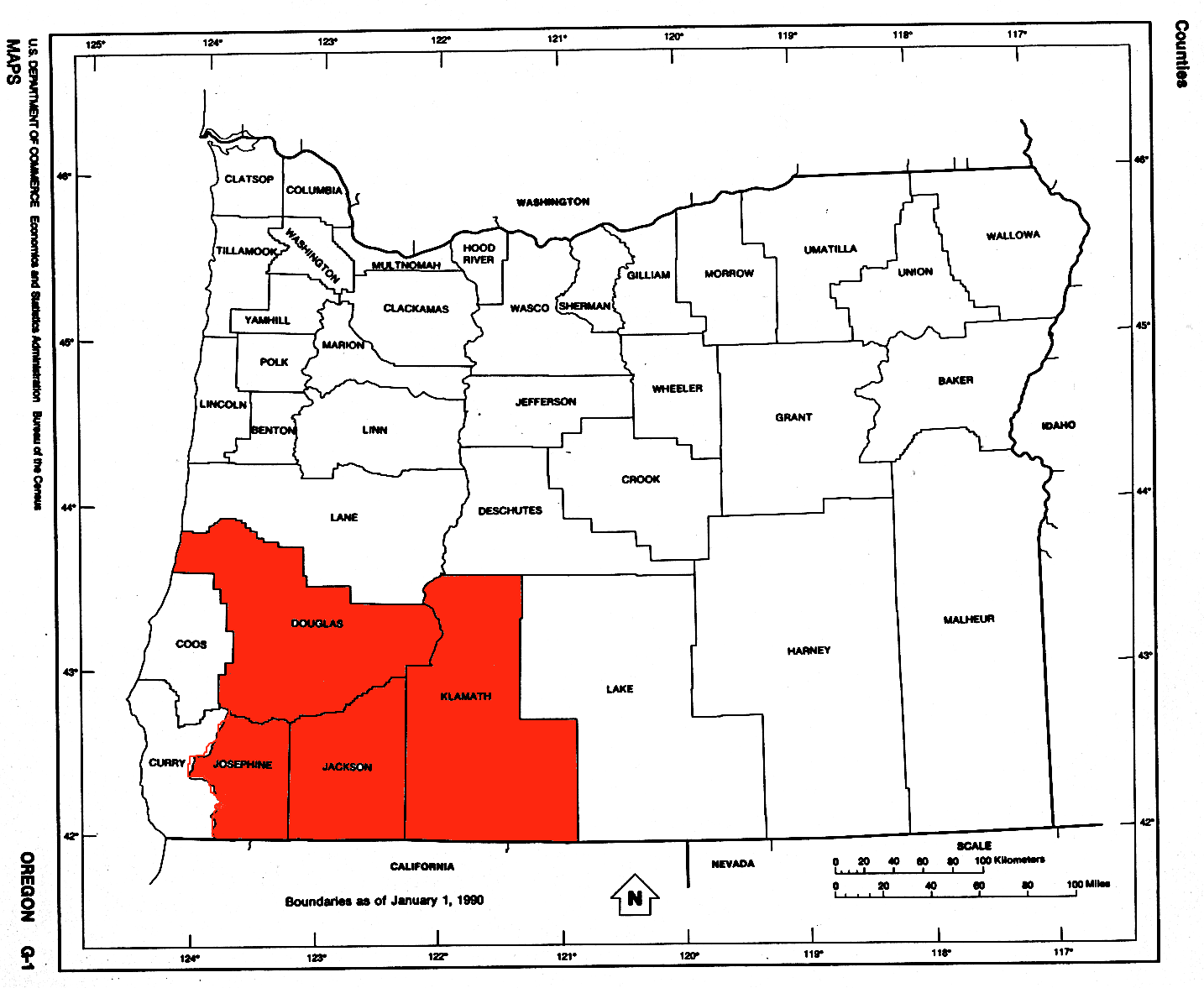
Vị trí của Nam Oregon

Nam Oregon là một vùng của tiểu bang Oregon nằm ở phía nam Quận Lane, tổng thể ở phía tây Dãy núi Cascade, không bao gồm miền nam Duyên hải Oregon. Các quận gồm có Douglas, Jackson, Klamath và Josephine. Nó bao gồm Khu vực trồng nho Mỹ ở Nam Oregon với các con sông rút nước là Umpqua và Rogue. Tính đến năm 2007, dân số trong 4 quận là khoảng 455.000 người..

## Các quận
- Quận Jackson dân số 202.370[2]
- Quận Douglas dân số 104.675[2]
- Quận Josephine dân số 82.390[2]
- Quận Klamath dân số 65.815[2]

## Thành phố
- Ashland
- Cave Junction
- Central Point
- Grants Pass
- Klamath Falls[3][4][5]
- Medford
- Roseburg
- Sutherlin